# فرناندو باتيست
فرناندو باتيست (بالإسبانية: Fernando Batiste)‏ هو لاعب كرة قدم أرجنتيني، ولد في 11 مارس 1984 في Tacural ‏ في الأرجنتين. لعب مع ديبورتيفو بيريرا وروزاريو سنترال.

## وصلات خارجية
- فرناندو باتيست على موقع قاعدة بيانات كرة القدم.إي يو (الإنجليزية)
- فرناندو باتيست على موقع Soccerway.com (الإنجليزية)